# Алотигенний мінерал
Алотигенний (алогенний) мінерал (англ. allothigenous, нім. allothigen) — мінерал, який привнесений ззовні чи той, що утворився раніше, ніж осадова товща, що його містить. Ці мінерали дуже стійкі до процесів вивітрювання. Враховуючи це, за вмістом непрозорих аллотигенових мінералів можна визначити походження геологічних осадів. Наприклад, встановлено, що деякі корисні копалини балтійського щита походять з девонського пісковика — гранат, епідот, турмалін та циркон дуже поширені в алотигенних важких мінералах у девонському пісковику (Viiding 1962, 1968)